# NGC 1866
NGC 1866 هي مجرة تتبع كوكبة أبو سيف. اكتشفها جيمس دنلوب في 3 أغسطس 1826.

## روابط خارجية
- NGC 1866 على موقع ويكي سكاي: DSS2, SDSS, GALEX, IRAS, Hydrogen α, X-Ray, Astrophoto, Sky Map, Articles and images